# Heinrich Schneider (Politiker, 1902)
Heinrich Schneider (* 16. September 1902 in Ehrenbreitstein; † 20. Juli 1972 in Kirn) war ein deutscher Politiker (SPD).

## Leben und Beruf
Nach dem Besuch der Volksschule in Ehrenbreitstein und Kirn begann er eine kaufmännische Lehre. Dieser schloss sich eine kaufmännische Tätigkeit in Industrie und Handel an. Im Jahr 1934 wurde er Vorstandsmitglied der Sparkasse für den Kreis Kreuznach und ab 1936 kommunalpolitischer Amtsfachberater. In den Jahren 1943 bis 1945 leistete er Kriegsdienst (zuletzt Leutnant d. Res.) ab. Nach dem Krieg war er bis 1948 in den Lagern Ludwigsburg, Ulm, Heilbronn, Kornwestheim, Darmstadt und Diez interniert. Am 6. August 1949 stufte ihn der Untersuchungsausschuss Bad Kreuznach als Minderbelasteter ein (keine Einstellung in den öffentlichen Dienst, 500 DM Geldbuße, 2 Jahre Bewährung). Am 24. Februar 1950 erfolgte der Säuberungsspruch der Spruchkammer Koblenz als Nutznießer mit Entlassung ohne Pension. Dagegen legte Schneider Widerspruch ein. Diesem wurde am 20. Juli 1950 durch die Rechtsmittelabteilung der Spruchkammer Koblenz gefolgt (Aufhebung des Spruchs, Einstellung des Verfahrens).
Von 1949 bis 1953 arbeitete er als Geschäftsführer in einer Automobilhandlung.

## Partei
Schneider wurde 1932  Mitglied der NSDAP und war von 1933 bis 1936 Ortsgruppenleiter. Von 1934 bis 1937 war er Mitglied der DAF und seit 1934 Mitglied der NSV. Von 1934 bis 1935 war er Kreisgeschäftsführer im Kreis Birkenfeld, Kreis- und Gauredner und Kreisschulungsleiter Marxismus bei der Kreisschule der NSDAP in Bad Kreuznach. Von 1940 bis 1943 arbeitete er als kommissarischer Ortsgruppenleiter in Kirn.
Nach dem Krieg wurde er 1953 Mitglied der SPD.

## Abgeordneter
Schneider wurde zum ersten Mal bei der Landtagswahl 1959 in den Rheinland-Pfälzischen Landtag gewählt und gehörte diesem in drei Wahlperioden (4.–6. Wahlperiode) vom 19. Mai 1959 bis 31. August 1970 an. In der 4. Wahlperiode war er Mitglied Wirtschafts- und Wiederaufbauausschuss. In der 5. Wahlperiode wechselte er als Mitglied in den Hauptausschuss und in der 6. Wahlperiode war er Mitglied im Innenausschuss.

## Kommunale Tätigkeiten
Er war von 1933 bis 1935 Ratsherr der Stadt Kirn. Im Anschluss bis 1937 Beigeordneter der Stadt Kirn und bis 1943 Stadtbürgermeister von Kirn. Nach dem Krieg wurde er 1956 Mitglied des Kreistags Bad Kreuznach und 1957 Erster Kreisdeputierter im Kreis Bad Kreuznach.

## Sonstiges Engagement
Schneider war Vorsitzender des Turnverbands Mittelrhein und stellvertretender Vorsitzender des Sportbunds Rheinland sowie Vorsitzender der VHS Kirn. Von 1937 bis 1945 war er Mitglied des Reichsbunds der Deutschen Beamten.